# Lick the Star
Lick the Star es un cortometraje en blanco y negro de 1998, en el que Sofía Coppola debutó como directora y guionista. El filme de 14 minutos está grabado con una 16mm. 

## Argumento
Kate tiene una pierna rota y no ha podido ir a clase durante una semana. Durante ese tiempo, las cosas han cambiado.
Durante su ausencia su pandilla de amigas liderada por Chloe, la popular de la escuela, ha pensado un plan secreto bajo el nombre en clave "Lick the Star" ("Kill the Rats" al revés). El objetivo de su plan, basado en el libro "Flores en el atico" de V. C. Andrews, es envenenar con arsénico a los chicos de su escuela.
Chloe intenta suicidarse al ver que toda la escuela ha descubierto que es racista. Una vez recuperada descubre que sus amigas han explicado su plan y, debido a ello, el ranking de popularidad ha cambiado y es apartada por todos sus compañeros.
El filme acaba con Kate mirando desde la distancia a Chloe, que está escribiendo un poema sobre cómo las cosas cambian. 

## Reparto
Christina Turley como Kate
Audrey Heaven (Audrey Kelly) como Chloe
Julia Vanderham como Rebbeca
Lindsy Drummer como Sara
Robert Schwartzman como Greg
Peter Bogdanovich como Principal
Zoe R. Cassavetes como PE Teacher 

## Banda Sonora
La banda sonora se basa en varias canciones de Pop-Rock compuestas por diferentes bandas. 
1. "Tipp City" - The Amps
2. "Eat Cake" - Free Kitten
3. "This Town" - The Go-Go's
4. "Heidi Cakes" - Land of the Loops
5. "Bouwerie Boy" - Free Kitten [3]

## Temáticas e importancia en la filmografía de Sofia Coppola
En el cortometraje, la directora muestra cómo fueron sus primeros pasos, antes de convertirse en la cineasta que es hoy. En esta película se pueden observar los temas recurrentes en los trabajos de Sofia Coppola: protagonistas femeninas, niñas, adolescentes, mujeres jóvenes, bellas, solitarias y adormecidas por el aburrimiento.
- Datos: Q2745542